# Planetkey Dynamics
Planetkey Dynamics ist eine deutsche E-Sport-Organisation. Sie entstand durch Stefanie Offermanns und Stefan Offermanns als ehemalige Sponsoren von W4SP e. V.

## Geschichte
Bereits kurz nach ihrer Gründung im Sommer 2013 konnten die Planetkey Dynamics in Starcraft 2 mit den Profispielern Tarrantius und Acro erste Erfolge einfahren und war Finalteilnehmer der ESL Pro Series, wo man sich den 2. und 3. Platz in Starcraft 2 sichern konnte. In der folgenden Season der ESL Pro Series gewann man in League of Legends die Meisterschaft und diverse LAN Events wie beispielsweise die NorthCon 2013 in Battlefield 4. Anschließend errangen sie einem 3. Platz der ESL One in BF4 und mit dem koreanischen Spieler Oz in Starcraft 2 und einen 2. Platz der WCS. Auch in CS:GO konnte man in der 1. Season der ESL Pro Series für das Werksteam den Sieg der ESL Pro Series sichern und belegte auch weitere vordere Platzierungen auf der DreamHack. Zudem qualifizierte sich das Team um Tobias „Troubley“ Tabbert 2014 für die Endrunde des Electronic Sports World Cups und dem mit 250.000 $ dotierten DreamHack Winter 2014. In beiden Turnieren schied PkD in der Gruppenphase aus.
Mittlerweile hat das Team mehr als 300 Awards innerhalb von 3 Jahren gesammelt und ist bei allen großen Events vertreten. Auch die internationalen Portale wie Team Liquid, ESL, Gosu, Computer Bild Spiele berichten über die Aktivitäten des Clans. Sponsoren wie Thermaltake oder Steelseries sowie der große Serverhoster nitrado.de unterstützen die Dynamics.

## Spieler

### Counter-Strike Global Offensive
| aktiv - Maximilian „Maxe“ Niwa - Maximilian „Pashorty“ Wloczyk - Nico „Nico“ Weeverink - Bartosz „BALJS“ Mikołajewicz - Patryk „Demho“ Tomaszewski - Phillip „St-eve“ Kelsch (Stand-In) - Marc „Blackjack“ Roggendorf (Coach) | ehemaliges Team - Robin „r0bs3n“ Stephan - Alexander „alexRr“ Frisch - Marko „kressy“ Dordevic - Franz Otto „oddo“ Geiger - Timo „pulzG“ Walter | ehemalige Spieler - Florian „syrsoN“ Rische - Nick „adinbisplatna“ Getz - Manuel „Tixo“ Makohl - Tobias „tow b“ Herberhold - Jens „jenson“ Kappes - Johannes „nex“ Maget - Denis „denis“ Howel - Dimitrios „stavros“ Smoilis - Hendrik „strux1“ Götzendorf - Tobias „Troubley“ Tabbert - Anil „Cly“ Gülec |

### FIFA 17
| ehemalige Spieler - Maurice „ImBaFanTa“ Pleugner - Yannik „DasLachsFisch“ Ersahin - Mario „Mar1nh0x“ Pflumm |

### League of legends
| ehemalige Spieler - Marcel „I CARRY THE RUS“ John - Fabian „Wengster“ Salinger - Fabian „Sazed“ Kehr - Julien „Flamer“ Berschuck - Steven „KayzoN“ Brinkmann - Simon „Semel“ Haag (Team-Manager) |

### StarCraft II
| ehemalige Spieler - Andreas „AcRo“ Kirchner (Protoss) - Simon „FallY“ Kindl (Zerg) - Kim „Oz“ Hak-soo (Protoss) - Patric „Tarrantius“ Dann (Protoss) - Fabian „GunGFuBanDa“ Mayer (Protoss) |

### Rainbow Six Siege
| ehemalige Spieler - Kevin „aRanioN“ Haier - Maurice „Tunkali“ Endrigkeit - Lucas „Hungry“ Reich - Florian „Th3RealMC“ Biedritzky - Christian „iNSOMNiA“ Can - Lucian „AgOnY“ Kohn (Coach) - Nico „voidPtr“ Kaufmann |

### Paladins
| ehemalige Spieler - Christopher „Roughnekk“ Dewald - Jonas „M1STERJW“ Weirauch - Pascal „IReverse“ Langer - Fabian „Isotopia“ Hellenbruck - Michael „H0pez“ Zanger |

## Erfolge (Auszug)

### Counter-Strike: Global Offensive
- ESL Pro Series Summer 2014: 1. Platz
- Qualifikation für die DreamHack Winter 2014 - CS:GO Major Tournament
- ESL Pro Series Winter 2014: 1. Platz
- ESL Pro Series Summer 2015: 3. Platz
- 99 Damage Liga Season 1: 3. Platz
- 99 Damage Liga Season 5: 1. Platz
- Assembly Winter Helsinki 2017: 3. Platz
- German Clash Liga S1 2017: 1. Platz
- KM-Gaming.de Homemasters 2017: 1. Platz
- ESL Meisterschaft Spring 2017: 3. Platz
- ESL Meisterschaft Sommer 2017: 3. Platz
- ESL Meisterschaft Winter 2017: 3. Platz
- Dokomi Gaming Festival 2018: 1. Platz

### League of Legends
- ESL Pro Series Winter 2013: 1. Platz
- ESL Meisterschaft Spring 2015: 3. Platz
- Dr. Pepper Allstars Gamescom 2014: 2. Platz
- Dr. Pepper Allstars Gamescom 2015: 2. Platz

### Battlefield 4
- NorthCon 2013: 1. Platz
- ESL One Summer Season 2014: 3. Platz

### Starcraft II
- ESL Pro Series Summer 2013: 2. Platz (Tarrantius)
- ESL Pro Series Summer 2013: 3. Platz (AcRo)
- NVIDIA Deutschland Pokal #3: 1. Platz (GunGFuBanDa)
- ASUS ARENA in Brno (CZ): 3. Platz (AcRo)
- WCS NA 2014: 2. Platz (Oz)
- WCS EU 2014: 8. Platz (GunGFuBanDa)
- Fragbite Masters - Stockholm 2014: 2. Platz (GunGFuBanDa)
- ESL Pro Series Winter 2014: 3. Platz (GunGFuBanDa)
- ESL Pro Series Spring 2015: 3. Platz (GunGFuBanDa)
- MST #11: 1. Platz (GunGFuBanDa)
- ESL Meisterschaft Winter 2016: 1. Platz (GunGFuBanDa)

### Hearthstone
- 3. Platz IEM Katowice 2014 (SinEX)
- 4. Platz IEM Katowice 2014 (Lothar)
- 3. Platz TakeTV Hearthstone Invitational

### Rainbow Six Siege
- 1. Platz Home Master 2017
- 2. Platz Six Lounge Series Season 1
- 2. Platz Six Lounge Series Season 2
- 1. Platz Six Lounge Series Season 3
- 3. Platz ESL Rainbow Six Siege Challenger EU

### Trackmania
- 5. Platz ESWC Paris 2015
- 3. Platz Gamers Assembly France 2017
- 2. Platz Race4Prague 2016
- 2. Platz TheNest CZ 2016
- 1. Platz Gaming Winterfest 2017
- 2. Platz eXes TC #1 2017